# Васиона (часопис)
Васиона је часопис за популаризацију астрономије који издаје Астрономско друштво Руђер Бошковић. Излази у четири броја годишње. У сваком броју доноси вести из астрономије и вести о дешавањима у Друштву. Излази више од пола века и најстарији је научно-популарни часопис у области природних наука у Србији. Једини је јавни извор астрономских ефемерида у Србији.
Прилози у часопису се по обиму могу грубо поделити на радове, вести и друге прилоге. Чланци су најчешће на средњошколском нивоу, мада има и оних на вишем нивоу, који су намењени ужем кругу читалаца.

## Историја
Прва два броја часописа изашла су у другој половини 1953. године. Часопис су покренули Астрономско друштво Руђер Бошковић и Астронаутичко друштво Ваздухопловног савеза Југославије, као часопис за астрономију и астронаутику. За Астрономско друштво Васиона је била наставак рада на часопису Сатурн, који је излазио пре Другог светског рата. Ненад Ђ. Јанковић, последњи уредник Сатурна, био је први уредник Васионе.
Сарадња са „астронаутичарима“ била је врло успешна све до 1962. када је престало њихово финансијско ушешће, па је Васиона морала да пређе на мањи, данашњи формат. Током седамдесетих година број астронаутичких прилога се толико смањио, да је од 1980. Васиона само часопис за астрономију.

## Уредници
Главни и одговорни уредници Васионе су били:
1. Ненад Ђ. Јанковић, 1953 - 1972,
2. Перо М. Ђурковић, 1973. и 1974,
3. проф. др Јелена Милоградов-Турин, 1975 - 1982,
4. проф. др Бранислав Шеварлић, 1983. и 1984,
5. др Милан С. Димитријевић, од 1985 - 2005,
6. Александар Томић, 2005. и 2006,
7. др Владан Челебоновић, од 2007. и даље